# Coppa Intercontinentale di skeleton 2021
La Coppa Intercontinentale di skeleton 2021, ufficialmente denominata IBSF Skeleton Intercontinental Cup 2020/21, è stata la quattordicesima edizione del circuito mondiale di secondo livello dello skeleton, manifestazione organizzata dalla Federazione Internazionale di Bob e Skeleton; è iniziata il 16 gennaio 2021 ad Altenberg, in Germania, e si è conclusa il 20 febbraio 2021 a Innsbruck, in Austria.
Sono state disputate dieci gare: cinque per le donne e altrettante per gli uomini in tre differenti località.
Vincitori dei trofei, conferiti agli atleti classificatisi per primi nel circuito, sono stati la tedesca Susanne Kreher nel singolo femminile e il connazionale Felix Seibel in quello maschile, entrambi alla loro prima affermazione nel circuito intercontinentale.

## Calendario
| Località             | Data                | Donne | Uomini |
| -------------------- | ------------------- | ----- | ------ |
| Altenberg            | 16 gennaio 2021     | ●     | ●      |
| Schönau am Königssee | 5–6 febbraio 2021   | ●●    | ●●     |
| Innsbruck            | 19–20 febbraio 2021 | ●●    | ●●     |
| Totale               | Totale              | 5     | 5      |

## Risultati

### Singolo donne
| Data             | Località             | Prime classificate        | Seconde classificate     | Terze classificate      |
| ---------------- | -------------------- | ------------------------- | ------------------------ | ----------------------- |
| 16 gennaio 2021  | Altenberg            | Elena Nikitina Russia     | Sophia Griebel Germania  | Julija Kanakina Russia  |
| 5 febbraio 2021  | Schönau am Königssee | Susanne Kreher Germania   | Corinna Leipold Germania | Sarah Wimmer Germania   |
| 6 febbraio 2021  | Schönau am Königssee | Sarah Wimmer Germania     | Corinna Leipold Germania | Susanne Kreher Germania |
| 19 febbraio 2021 | Innsbruck            | Kimberley Bos Paesi Bassi | Susanne Kreher Germania  | Alena Frolova Russia    |
| 20 febbraio 2021 | Innsbruck            | Kimberley Bos Paesi Bassi | Susanne Kreher Germania  | Sarah Wimmer Germania   |

### Singolo uomini
| Data             | Località             | Primi classificati    | Secondi classificati           | Terzi classificati          |
| ---------------- | -------------------- | --------------------- | ------------------------------ | --------------------------- |
| 16 gennaio 2021  | Altenberg            | Axel Jungk Germania   | Aleksandr Tret'jakov Russia    | Felix Seibel Germania       |
| 5 febbraio 2021  | Schönau am Königssee | Felix Seibel Germania | Kilian von Schleinitz Germania | Vladislav Semenov Russia    |
| 6 febbraio 2021  | Schönau am Königssee | Felix Seibel Germania | Vladislav Semenov Russia       | Jung Seung-gi Corea del Sud |
| 19 febbraio 2021 | Innsbruck            | Felix Seibel Germania | Jacob Salisbury Gran Bretagna  | Ben Fulker Gran Bretagna    |
| 20 febbraio 2021 | Innsbruck            | Felix Seibel Germania | Kilian von Schleinitz Germania | Vladislav Semenov Russia    |

## Classifiche

### Singolo donne
| Pos. | Nome atleta          | Nazione     | ALT | KÖN-1 | KÖN-2 | INN-1 | INN-2 | Punti |
| ---- | -------------------- | ----------- | --- | ----- | ----- | ----- | ----- | ----- |
| 1    | Susanne Kreher       | Germania    | 4   | 1     | 3     | 2     | 2     | 538   |
| 2    | Corinna Leipold      | Germania    | 6   | 2     | 2     | 4     | 5     | 496   |
| 3    | Alena Frolova        | Russia      | 10  | 5     | 4     | 3     | 7     | 446   |
| 4    | Sarah Wimmer         | Germania    | -   | 3     | 1     | 5     | 3     | 416   |
| 5    | Alena Huber          | Svizzera    | 15  | 16    | 9     | 8     | 8     | 336   |
| 6    | Kimberley Bos        | Paesi Bassi | 5   | DNS   | -     | 1     | 1     | 332   |
| 7    | Alessandra Fumagalli | Italia      | -   | 15    | 10    | 6     | 4     | 308   |
| 8    | Anastasija Trufanova | Russia      | -   | 13    | 12    | 7     | 6     | 296   |
| 9    | Jane Channell        | Canada      | 6   | 12    | 5     | -     | -     | 244   |
| 10   | Kelly Curtis         | Stati Uniti | 8   | 11    | 7     | -     | -     | 232   |

### Singolo uomini
| Pos. | Nome atleta           | Nazione         | ALT | KÖN-1 | KÖN-2 | INN-1 | INN-2 | Punti |
| ---- | --------------------- | --------------- | --- | ----- | ----- | ----- | ----- | ----- |
| 1    | Felix Seibel          | Germania        | 3   | 1     | 1     | 1     | 1     | 582   |
| 2    | Kilian von Schleinitz | Germania        | 4   | 2     | 5     | 5     | 2     | 500   |
| 3    | Vladislav Semenov     | Russia          | -   | 3     | 2     | 4     | 3     | 410   |
| 4    | Stefan Röttig         | Germania        | -   | 6     | 4     | 6     | 4     | 368   |
| 5    | Nathan Crumpton       | Samoa Americane | 10  | 13    | 9     | 9     | 8     | 364   |
| 6    | Konstantin Choroško   | Russia          | -   | 8     | 7     | 7     | 7     | 332   |
| 7    | Ben Fulker            | Gran Bretagna   | 8   | -     | -     | 3     | 5     | 274   |
| 8    | Jacob Salisbury       | Gran Bretagna   | 11  | -     | -     | 2     | 6     | 266   |
| 9    | Daniil Romanov        | Russia          | 9   | -     | -     | 7     | 9     | 236   |
| 10   | Nicholas Timmings     | Australia       | -   | 19    | 15    | 11    | 11    | 225   |